# Thomas Gallon
Thomas Gallon, född 28 november 1886, död 28 september 1945, var en friidrottare från Kanada. Han deltog vid olympiska sommarspelen 1912.